# 이용환
이용환(1960년~)은 대한민국의 시인이자 수필가이다. 전북 남원 출생으로 2003년 《좋은 문학》과 《문학세계》에서 신인상을 받으며 시인과 수필가로 활동을 시작했다. 현재 문예지 《계간웹북》의 발행인을 맡고 있으며, '시산작가회' 회원으로 활동 중이다.

## 등단작

### 시
- 그림자놀이

### 수필
- 나의 등뼈 이야기

## 저서

### 시집
- 강과 백지의 세월(책나무, 2006.)
- 그림자 놀이(전자책, 디지털교보문고, 2008.)
- 언어의 사원을 꿈꾸며(공저, 책나무, 2008.)

### 수필집
- 조씨연대기(전자책, 디지털교보문고, 2008.)